# سكوت آدامز (متزحلق جبال الألب)
سكوت آدامز (بالإنجليزية: Scott Adams)‏ هو متزحلق جبال الألب أسترالي، ولد في 17 مارس 1971 في سيدني في أستراليا.